# Szarvak (film)
A Szarvak (eredeti címén: Horns) 2013-ban bemutatott amerikai dráma-thriller, melyet Alexandre Aja rendezett Joe Hill azonos című regénye alapján. A film főszereplője Ignatius Perrish (Daniel Radcliffe), egy fiatal férfi, akit azzal vádolnak, hogy megerőszakolta és meggyilkolta a barátnőjét (Juno Temple). Egy görbe este után új paranormális képességre tesz szert, amelynek segítségével kiderítheti, ki az igazi gyilkos.
Világpremierje a 2013-as Torontói Nemzetközi Filmfesztiválon volt, majd 2014. október 31-én mutatták be a mozikban az Egyesült Államokban. Magyarországon kizárólag DVD-n jelent meg. A film vegyes kritikákat kapott a kritikusoktól, akik az ötlet eredetiségét és Daniel Radcliffe színészi alakítását dicsérték, a forgatókönyvet viszont bírálták. A Metacritic oldalán a film értékelése 46% a 100-ból, ami 35 véleményen alapul. A Rotten Tomatoes kritikaösszesítő oldalon a Szarvak 41%-os átlagot kapott, 109 értékelés alapján.

## Történet
Ignatius "Ig" Perrish (Daniel Radcliffe) barátnőjét, Merrint (Juno Temple) brutálisan megerőszakolták és meggyilkolták, és Iget gyanúsítják az ügyben. Annak ellenére, hogy a fiú ártatlannak vallja magát, elkerüli a közösséget és csak Lee (Max Minghella) nevű gyerekkori barátjával találkozgat, aki teljes mértékben megbízik benne. Úgy tűnik, hogy még a szülei és a testvére, Terry (Joe Anderson) is pesszimistán fogják fel a történteket. A gyászszertartást követő este, Ig erősen elkezd inni és részegen hazaviszi másik gyerekkori barátját, Glennát (Kelli Garner). Ig másnap reggel arra ébred, hogy szarvak nőttek a fejére. Hamarosan rájön, hogy a szarvak arra kényszerítik az embereket, hogy felfedjék a legsötétebb belső vágyaikat, és engedélyt kérjenek Igtől az elfogadásra. Míg az orvosa megpróbálja eltávolítani a szarvakat, Ig az altatásban a gyerekkoráról álmodik, amikor először találkozott Merrinnel, még a lány édesanyjának halála után, aki rákban hunyt el. Miután Merrin szándékosan otthagy a templom padján egy törött nyakláncot kereszttel, csak hogy magára vonja Ig figyelmét. A fiú megkéri Lee barátját, hogy javítsa meg, hogy vissza tudja Merrin-nek adni. Cserébe Lee egy cseresznyebombát kapott Igtől, amit korábban egy veszélyes mutatvány során szerzett meg, és ahol Lee mentette meg az életét, mikor fuldoklott a vízben. Amikor Ig visszaviszi Merrinnek a nyakláncot, Lee véletlenül elveszíti két ujját, miután a cseresznyebomba felrobban.
Ig úgy dönt, hogy a szarvait leteszteli a szülein. A tanulság viszont szomorú igazságot szül; mindig is csalódtak benne, mert nem volt olyan tehetséges, mint a bátyja, Terry, aki hivatásos zenész. Ig úgy látja, hogy látszólag Lee-re nem hatnak a szarvak, és nem is látja őket. Egy pincérnő az újabb tanú, aki látta, hogy Merrin szakított vele pont azon az éjszakán, amikor megölték őt. Ig ennek érdekében megtanulja használni a szarvait, hogy szépíteni tudja meséit, csakhogy a televíziókban már elhíresült a pincérnő vallomása. Terry rögtön megérkezik a helységhez és Ig megtudja tőle, hogy mi történt. Még az nap este ő hazavitte Merrint, és történt valami, amit nem közölt a rendőrséggel. Megérinti bátyja bőrét, és látja mi történt azon az éjszakán: Merrin útközben kiszállt a kocsiból és otthagyta őt, majd befutott az erdőbe; Terry elájult az ivástól, majd másnap reggel arra ébredt, hogy egy véres szikla volt a kezében és az erdő közepén felfedezte a holttestet, bár ő nem emlékszik rá, hogy ő ölte-e volna meg. Visszatérve a jelenbe Ig brutálisan megveri Terryt, majd egy másik gyerekkori barátjuk – Eric, aki mostanra rendőr – letartóztatja.
Ig felfedezi, hogy bármerre is megy, kígyók kezdik el követni; Ig kihasználja új képességeit a pincérnő elleni bosszúban. Csúnyán megsebesítve elmondja neki, hogy a hiúság már nem ok rá, hogy továbbra is hazudjon arról, hogy mit látott azon az éjszakán. Sok időbe fog telni, mire újra széppé teszi magát. Elmegy Terryhez és arra kényszeríti őt, hogy mértéktelen drogfogyasztásba kezdjen bele, mivel Merrin haláláról hallgatott, csak hogy menthesse a saját bőrét. Ig találkozik Leevel a kikötőben és észreveszi, hogy rajta van Merrin keresztje. Miután leveszi róla, Lee hirtelen meglátja a szarvakat, és így Ig befolyása alá kerül, melynek során bevallja, hogy ő ölte meg Merrint. Ig a képességeit használva, látja, hogy Lee követte Merrint az erdőbe és dühös volt, hogy még mindig szereti Iget; Lee azt hitte szakított Iggel annak érdekében, hogy ők ketten együtt lehessenek. Lee ezt követően megerőszakolta Merrint, és végzetesen fejbe vágta egy kővel – betette Terry kezébe – és ellopta Merrin nyakláncát. A haragjának csillapodása után, Lee legyőzi Iget, ezután brutálisan megveri őt egy méretes lánccal. Beülteti az autójába, benzint locsol rá, majd rágyújtja az autót. Ig belehajt az öbölbe, hogy eloltsa a tüzet, és szemmel láthatóan meg is fullad. Lee beszámol a hírről, hogy Ig bevallott neki mindent, mielőtt öngyilkos lett, de Ig az ereje miatt túléli az esetet, nagyobb égési sérülésekkel.
Ig találkozik Merrin apjával, aki most már hisz az ártatlanságában. Átnyújt neki egy kulcsot, és amikor Ig odaadja neki Merrin nyakláncát, ő visszaadja Ignek, hogy Merrin ezáltal védje őt. Amint Ig felveszi a láncot, a teste meggyógyul és a szarvak eltűnnek. Elmegy a faházhoz, ahol a kapott kulccsal kinyit egy ajtót, és egy dobozt talál. A dobozban többek közt egy levél van a barátnőjétől. A levélből kiderül, hogy Merrin tudott a közelgő lánykérésről, de sajnos nemet kellett mondania, mert őt is a rák ugyanazon fajtája támadta meg, mint amiben édesanyja meghalt. Az apja hagyta, hogy az anyja szenvedjen és gyötörje a rák, ezért Merrin mindig is megvetette és ellökte őt magától. Ig találkozik Lee-vel, aki nem emlékszik a korábbi küzdelemre. Ig megkéri őt, hogy menjenek az erdőbe, arra a helyre, ahol Merrint megölték. Közben Eric és Terry is megérkezik, azzal a szándékkal, hogy letartóztassák Leet. Lee bevallja a gyilkosságokat, majd eszelős vigyorral az arcán megsebesíti Terryt és fejbelövi Ericet. Ig letépi magáról a nyakláncot, és hirtelen csillogó angyalszárny nő ki a hátából, ami rögtön lángokba borul. Ezt követően démoni lénnyé változik át és harc alakul ki kettőjük között, melynek során Leet felnyársalja a szarvaival, majd a kígyók segítségével megöli őt. Ig kijelenti, hogy a bosszú mindent felemésztő volt. Súlyos sérüléseibe belehal, és úgy tűnik, hogy újra együtt van Merrinnel a túlvilágon.

## Szereplők
| Színész          | Szereplő | Magyar hang       |
| ---------------- | --- | ----------------- |
| Daniel Radcliffe | Ignatius "Ig" Perrish, egy 26 éves fiatalember, aki egy átmulatott éjszaka után arra ébred, hogy két kidudorodás nőtt a homlokára, ami hatalmat ad neki, aminek hatására az embereket arra kényszeríti, hogy feltárják legmélyebb titkaikat magukról. | Joó Gábor         |
| Max Minghella    | Lee Tourneau, Ig gyerekkori legjobb barátja, aki elvesztette két ujját egy petárda felrobbantása során. Ő az egyetlen, aki szentül meg van győződve, hogy Ig ártatlan, és próbálja megvédeni őt mindenkitől.                                          | Czető Roland      |
| Joe Anderson     | Terry Perrish, Ig alkoholista, drogfüggő bátyja. Egy tehetséges zenész, akit Ig hamarosan elkezd gyanúsítani, mivel ő látta utoljára Merrint. | Horváth Illés     |
| Juno Temple      | Merrin Williams, Ig exbarátnője, akinek halála egy évvel korábban kitudódott. | Andrádi Zsanett   |
| Kelli Garner     | Glenna, Ig másik gyerekkori barátja. | ?                 |
| James Remar      | Derrick Perrish, Ig és Terry édesapja. | Törköly Levente   |
| Kathleen Quinlan | Lydia Perrish, Ig és Terry édesanyja. | Farkasinszky Edit |
| Heather Graham   | A pincérnő | Zakariás Éva      |
| David Morse      | Dale Williams, Merrin édesapja. | Rosta Sándor      |

## Megjelenés
A film világpremierjjét a 2013-as Torontói Nemzetközi Filmfesztiválon tartották. A filmet Észak-Amerikában és az Egyesült Királyságban 2014. október 31-én mutatták be, azonban a film már iTunes Store-on keresztül már elérhető volt digitálisan, 2014. október 6-án.